# みずほ信託銀行
みずほ信託銀行株式会社（みずほしんたくぎんこう、英語: Mizuho Trust & Banking Co., Ltd.）は、 東京都千代田区丸の内に本社を置く、日本の信託銀行。みずほフィナンシャルグループ（みずほFG）の子会社である。
かつては、みずほFGとその子会社が発行済株式の69.9%を保有しつつ東証一部に上場していたが、2011年9月以降はみずほFGの完全子会社となった。
安田財閥の系譜を継ぎ、安田信託銀行を直接的な前身とする。

## 歴史
安田信託は信託銀行界において不動産部門に強みを持つとされる一方、リテール展開では通帳などのマスコットキャラクターに市川みさこの「オヨヨ」を採用するなどして業容伸長を図ってきた。しかしバブル期におけるノンバンクや不動産・建設業などに対する過剰融資が、バブル崩壊に伴い不良債権化し経営の重荷になっていた。
1997年4月1日、消費税率が5%へと引き上げられたことをきっかけに国内の景気は減退し、それにアジア経済危機も重なり、同年11月には三洋証券、北海道拓殖銀行、山一證券、続いて德陽シティ銀行が経営破綻した。山一證券が経営破綻した際には、山一と関係の深かった安田信託へも信用不安が生じたことから、札幌や名古屋支店などに預金を解約する客が殺到した。安田信託側は店外まで列が並ぶと印象が悪くなることを懸念し、行内の会議室等へ客をすべて入れ、各マスコミもこの「取り付け騒ぎ」を報道するのを控えた。
山一證券の自主廃業が伝えられた直後当時の安田信託社長であった立川雅美は、安田生命保険社長であった大島雄次と連絡を取って支援を要請した。要請を受けた大島は、安田信託が倒れれば安田生命や富士銀行にも累が及び、最悪の場合金融恐慌を招きかねないとして要請を快諾。富士銀行頭取であった山本惠朗と連絡を取り、さらには芙蓉グループ首脳にも声をかけ、安田信託救済として500億円の第三者割当増資を引き受ける資本増強策をまとめた。
同年11月26日、安田信託は「97年度中間決算において、942億円の不良債権を処理した結果、経常損益が755億円の赤字となった」と発表した。この発表と同じ日、米国の格付会社であるスタンダード&プアーズ (S&P) が、安田信託銀の長期債格付を「投機的格付」に引き下げると発表した。S&Pの発表を受け安田信託は、S&Pの発表は自己資本増強策が織り込まれておらず、経営実態を反映したものではないと反論を試みた。しかし東京株式市場では翌日、安田信託の株価は一時的に額面の50円を割り込むまでに下落した。この時分には、「安田信託は債務超過状態に陥っている。富士銀もとても支えきれず連鎖破綻する」「富士銀には1兆円規模の不良債権飛ばしがある」との風説が流布され、株式市場では安田信託のみならず、富士銀自身の経営不安説が「市場」を駆け巡り、バブル期ピークには4,200円を超えた富士銀の株価も400円台まで下落した。
こうした事態を受けて1998年1月、山本は安田信託を全面的に支援することを決断し、同年3月、前年11月に発表した第三者割当増資に500億円を上乗せして、芙蓉グループ主要5社が合計1,000億円（富士銀500億円、安田生命250億円、安田火災海上保険150億円、丸紅、大成建設が各50億円）の第三者割当増資を引き受けた。この結果、富士銀の持株比率は20%弱となり、安田信託の筆頭株主となった。このほか同時期に、安田信託銀は永久劣後債による1500億円の公的資金注入を受けた。また同年4月、富士銀は安田信託からの要請に応えて笠井和彦副頭取を顧問として派遣した。
以後、安田信託は、国内外貸出資産の圧縮、国内店舗の統廃合、海外での貸出およびディーリング業務からの撤退、大幅な人員削減などからなる大規模なリストラを推進した上で、スリムで特色のある専業信託を目指すとした。芙蓉グループ企業からの支援によって、安田信託の経営は一応の小康を取り戻したが、依然として財務内容が脆弱で市場からの不信感も払拭しえず、銀行部門とは本来無縁の年金などの信託財産にも解約の動きは広がった。そこで1998年4月、新たに社長に就任した木南隆彦は信託部門を分離した上で、信用力の高い金融機関から出資を仰ぐ構想を練り、外資系証券会社と交渉を始めるが、条件で折り合いがつかず頓挫した。
その折に親密な信託銀行を有しない第一勧業銀行頭取の杉田力之から、安田信託の信託部門を引き受けたいとの吉報がもたらされた。同年11月6日、富士銀、第一勧銀、安田信託銀は第一勧銀と富士銀の信託子会社（富士信託銀行と第一勧業信託銀行）の合併と、合併で誕生する新信託銀行に対し、安田信託の財産管理部門を営業譲渡することで合意したと発表した。これに基づき、1999年4月1日付で富士信託と第一勧業信託が合併し、新信託銀行である第一勧業富士信託銀行（DKFTB）が発足。同年10月1日には、DKFTBに安田信託から財産管理部門の運営ノウハウ、人員等の営業譲渡が完遂され、DKFTBは日本初の法人特化型の信託銀行として本格的に営業を開始した。
また信託部門を分離した後の安田信託は自主再建の道を探り、1999年3月期に公的資金を2千から3千億円程度で受け入れる方向で調整が開始されるが、株式含み損を考慮すると安田信託は実質債務超過、申請しても却下される可能性があると、当時新たに発足した金融監督庁から通告された。通告を受け木南は「万一却下された場合は国有化されてしまう。それを避けるには、富士銀に公的資金を申請してもらった上で第三者割当増資を引き受けてもらう間接注入しか生きながらえる術はない」と判断し、自主再建を断念した。1999年3月、富士銀は安田信託分を含む総額1兆円の公的資金を預金保険機構に申請。そのうち3000億円で安田信託の第三者割当増資を引き受けた。これによって富士銀の安田信託の持株比率は約56%まで上昇し、安田信託は富士銀の連結子会社とされた。
この安田信託の救済策を巡り、富士銀と第一勧銀の関係は親密となったことが、みずほFG成立の契機となった。
2000年9月29日、第一勧銀、富士銀、日本興業銀行の3行が、株式移転によりみずほホールディングスを設立。同年10月1日に興銀傘下の興銀信託銀行をDKFTBが吸収した上で（旧）みずほ信託銀行（旧：みずほTB）として発足した。一方、安田信託はみずほアセット信託銀行（みずほAT）と商号変更した。
当初は信託2行体制で、旧みずほTBがホールセールを、みずほATがリテールを担う計画であったが、「さらなる効率化」を模索して再び2行は合併。2003年3月12日、上場維持を理由として、みずほATを存続会社として現在のみずほ信託銀行が発足した。2011年9月1日、みずほ信託銀は株式交換によってみずほFGの完全子会社とされた。2012年から2013年の時点では、みずほ銀との事業統合も検討されていた。
2015年3月27日、同じグループ傘下であるみずほ投信投資顧問（MHAM）、新光投信、みずほ信託銀（TB）運用部門の統合に向けた準備を開始すると発表した。またこれにみずほFGと第一生命の合弁であるDIAMアセットマネジメント（DIAM）も併せて統合を視野に検討が進めることも明らかとされ、同9月30日、2016年度上期中にTBの運用部門、DIAM、MHAM、新光投信を統合することで基本合意したと正式に発表した。2016年10月1日付で経営統合が実施され、DIAMアセットマネジメントから商号変更したアセットマネジメントOne株式会社に資産運用機能が集約された。同社の本社は、鉄鋼ビルディング内に設置された。
本社は東京都中央区八重洲一丁目2番1号の「新呉服橋ビルディング」に置いていたが、2020年11月6日、東京都千代田区丸の内一丁目3番3号に東京駅直結の「みずほ丸の内タワー」が竣工（隣接する商業施設棟「丸の内テラス」は同年11月5日開業）。これに伴い同年11月6日、みずほFGはグループ各社の各社の本部機能を同ビルへ集約することを発表。2021年3月22日にみずほ信託銀行は、同年11月22日に本社を移転すると発表した。旧本店所在地では東京建物による八重洲一丁目北地区市街地再開発事業が予定されており（2025年度着工予定）、旧本店建物は解体される予定である。

### 沿革
- 1925年（大正14年）5月9日 - 共済信託株式会社設立。当時の本店は大阪に所在。
- 1926年（大正15年）2月12日 - 共済信託株式会社が安田信託株式会社へ商号変更。
- 1933年（昭和8年）2月11日 - 本店を東京府へ移転。
- 1948年（昭和23年）8月2日 - 安田信託株式会社が中央信託銀行株式会社へ商号変更。
- 1951年（昭和26年）6月1日 - 中央信託銀行株式会社が安田信託銀行株式会社へ商号変更。
- 1962年（昭和37年）9月26日 - 秋田銀行より信託事業を譲受。
- 1977年（昭和52年）2月14日 - 本店を、中央区八重洲一丁目2番1号の新呉服橋ビルディングに移転。
- 1995年（平成7年）
  - 10月 - 興銀信託銀行株式会社設立。
  - 11月 - 第一勧業信託銀行株式会社設立。
- 1996年（平成8年）6月 - 富士信託銀行株式会社設立。
- 1999年（平成11年）
  - 4月1日 - 第一勧業信託銀行株式会社と富士信託銀行株式会社が合併し、第一勧業富士信託銀行株式会社となる。
  - 10月1日 - 安田信託銀行は比較的収益力の高い法人部門や年金部門などを分割し、第一勧業富士信託銀行へ営業譲渡。
- 2000年（平成12年）10月1日 - 第一勧業富士信託銀行株式会社を存続会社として興銀信託銀行株式会社を合併し、(旧) みずほ信託銀行株式会社へ商号変更。
- 2001年（平成13年）1月22日 - (旧) みずほ信託銀行が親密生命保険会社4社（朝日生命保険、第一生命保険、富国生命保険、安田生命保険）と共に資産管理サービス信託銀行を設立。
- 2002年（平成14年）4月1日 - 安田信託銀行株式会社がみずほアセット信託銀行株式会社へ商号変更。
- 2003年（平成15年）3月12日 - みずほアセット信託銀行株式会社を存続会社として (旧) みずほ信託銀行株式会社を合併し、(新) みずほ信託銀行株式会社へ商号変更。
- 2006年（平成18年）4月10日 - 信託銀行としては初となるICキャッシュカードを発行開始[27]。
- 2007年（平成19年）
  - 4月2日 - 生体認証対応型ICキャッシュカード発行開始（指静脈認証を採用）。
- 2008年（平成20年）
  - 11月4日 - テレホンバンキングサービスの名称を「みずほ信託ダイレクト」に改称。
  - 11月25日 - 「みずほ信託ダイレクト」に、インターネットバンキングの機能を追加。
- 2011年（平成23年）
  - 8月29日 - みずほフィナンシャルグループの完全子会社化に先立ち、上場廃止。
  - 9月1日 - 株式交換を行い、みずほフィナンシャルグループの完全子会社となる。
- 2015年（平成27年）12月 - 新設の株式会社シンプレクス・インベストメント・アドバイザーズを通じ、シンプレクス不動産投資顧問株式会社および株式会社シンプレクス・リート・パートナーズを子会社化。
- 2016年（平成28年）10月1日 - みずほ信託銀の運用部門をアセットマネジメントOneに統合。
- 2018年（平成30年）1月1日 - 株式会社シンプレクス・インベストメント・アドバイザーズをみずほリアルティOne株式会社に、シンプレクス不動産投資顧問株式会社をみずほ不動産投資顧問株式会社に、株式会社シンプレクス・リート・パートナーズをみずほリートマネジメント株式会社（Oneリート投資法人の資産運用会社）に、それぞれ商号変更。
- 2019年（令和元年）7月16日 - 勘定系システムをみずほ銀行と共同化。
- 2021年（令和3年）11月22日 - 本店を千代田区丸の内一丁目3番3号のみずほ丸の内タワーへ移転[26]。

## 業務の特色
旧安田信託の流れを汲む不動産事業のほか、遺言や資産流動化などに強みを持つ。子会社のみずほ不動産販売はセゾングループの西洋環境開発より「ハウスポート」事業を譲受し、個人向け媒介事業を拡充した。
みずほFGの総合力を活かし、銀行業務はみずほ銀に移行する一方で、みずほ信託自行は信託業務への特化に動いている。このため、利益に占める信託報酬などの手数料収入比率が、融資業務による資金利益比率の2倍近くに達しており、これは大手信託銀行で最も大きい。
みずほFGの三本柱の1つである「グローバルアセット＆ウェルスマネジメントグループ」の中核会社と位置づけられており、みずほ銀の営業網を生かした富裕層向け資産管理や中小企業経営者の事業継承ビジネスを推進している。さらに、損害保険ジャパンとは「保険金定期払い信託」を開発、第一生命保険とは遺言関連業務に関する信託代理店契約を締結するなど、みずほグループ親密先と連携し業務拡大を図っている。また個人向け金銭信託商品の開発に積極的で、予定配当率を明示し安全性を重視した運用を行う「貯蓄の達人」、世界主要先進国の国債で運用する毎月分配型の「世界の賢人」などを販売している。
自行あるいはイオンリート投資法人等の投資ファンド所有の商業施設の大規模小売店舗立地法における名義上の設置者（所有者）になっている物件もある。
近年は三井住友信託銀行と証券代行業務や資産管理特化型信託銀行の統合などで業務提携を行っている。

## 本店
本店は安田信託が創業50周年事業として建設した八重洲の「新呉服橋ビルディング」に置いてきたが、2020年11月6日、丸の内のみずほ銀行前本店ビル（旧日本興業銀行本店ビル）跡地等に建設を進めてきた東京駅直結の「みずほ丸の内タワー」が竣工したことを受け（隣接する商業施設棟「丸の内テラス」は同年11月5日開業）、みずほFGはグループ各社の本部機能を同タワーへ集約することを発表し、2021年11月22日、みずほ信託銀行は同タワーに本店を移した。また、大手町タワーには大手町本部が設けられた。
旧本店所在地では東京建物をはじめとする再開発組合によって、八重洲一丁目北地区市街地再開発事業が予定されており（2025年度着工予定）、旧本店建物は解体される予定である。

## 店舗・代理店
近年は、グループ傘下であるみずほ銀行、みずほ証券との銀行･信託･証券による共同店舗化が進められ、歴史的経緯から店舗数の少ない関西圏においても3社間共同店舗を増やした。

## ATM
みずほ信託銀行は独自のATMを廃止し、みずほ銀行のATMを利用することにしている。みずほ信託銀行とみずほ銀行の店舗が同一ビル内にある場合は「設置しておりません（ビル1階のみずほ銀行ATMコーナーをご利用ください）」と案内している。それ以外の店舗にはみずほ銀行ATMが設置されている。これはみずほ銀行からは店舗外ATMの扱いになっている（例えば、みずほ信託銀行新潟支店内のATMは、TB新潟出張所（ATM）となっている）。
なお、2019年7月以降に発行されたみずほ信託銀行通帳の記帳は、みずほ銀行ATMでできる（普通預金及び定期預金のみ。その他の通帳及びみずほ銀行の記帳・繰越機は利用不可）が、みずほ銀行ATM及び繰越機では新しい通帳への繰越はできず、みずほ信託銀行の窓口での手続きとなる。

## 勘定系システム
2019年7月より、みずほフィナンシャルグループの経営戦略である「One MIZUHO戦略」（銀行・信託・証券一体戦略）の下、当行及びみずほ銀行では、同じ勘定系システム「MINORI」を用いている。
以前は、日本IBM製の勘定系システム「BEST」を使用していた。新みずほ銀行による、旧みずほ銀、旧コーポレート銀の合併に伴うシステム統合に、当行も2016年3月末に移行を予定していた。しかし、開発工期が当初予定よりも伸びているため統合システムの開発完了は2016年12月を予定していると報じられている。
その後2016年11月12日、日本経済新聞などが外国為替業務のシステムで実施中の動作確認テストを延長する必要があるため、新システムの運用開始は2018年夏以降にずれ込むと報じていた。

## 関連会社

### 連結子会社
- みずほリアルティOne株式会社
- みずほ不動産投資顧問株式会社
- みずほリートマネジメント株式会社
- みずほトラストオペレーションズ株式会社
- みずほトラストビジネスオペレーションズ株式会社
- 株式会社みずほ年金研究所
- Mizuho Trust & Banking Co. (USA)
- Mizuho Trust & Banking (Luxembourg) S.A.
- Japan Fund Management (Luxembourg) S.A.
- 株式会社都市未来総合研究所
- みずほ不動産販売株式会社

### 持分法適用関連会社
- 日本ペンション・オペレーション・サービス株式会社
- 日本株主データサービス株式会社

### 過去の関連会社
- 株式会社みずほトラストシステムズ - みずほ信託銀行の100%子会社（連結子会社）で、ITシステム受託事業を行っていた。本社は東京都調布市国領町。同地にはみずほ信託銀行東京情報センターが置かれている。2020年11月13日付でみずほ情報総研へ吸収合併[40][41]された。みずほ情報総研は2021年4月1日付でみずほ総合研究所を吸収合併し、みずほリサーチ&テクノロジーズへ社名変更した[42][43]。
- みずほトラスト保証株式会社

## 不祥事

### 株主総会の議決権行使書の不適切処理
2020年9月24日にみずほ信託銀行が公表したプレスリリースによると、当社が受託した株主総会の議決権行使集計業務について、業務を委託した日本株主データサービスにおいて、2020年6月1日から7月31日に開催された株主総会のうち371社で、株主総会の議決権行使を巡り、期限当日に届いた議決権行使書を集計から外すといった不適切処理が行われていた。読売新聞は同日付の記事で、この不適切処理は約20年間にわたり行われていたと報じている。